# 古代リグリア語
古代リグリア語（こだいリグリアご、英語: Ancient Ligurian）は、紀元前3世紀から紀元1世紀ごろにかけて、現在のイタリア北西部、ジェノヴァ湾とアペニン山脈の間の地域で使用されていた古代語である。
碑文資料は残っておらず、地名のほかには古文献の引用するわずかな語彙のみが残る。その実体はよくわかっていないが、インド・ヨーロッパ語族に属する可能性が指摘されている。
単にリグリア語とも呼ぶが、ロマンス諸語に属するリグリア語とは異なる。

## 概要
古代リグリア人はかつてはポー平原からエトルリアに到る広い地域に住み、あるいはラティウム、コルシカ島、シチリア島にも住んでいたかもしれない。地名が -sc- で終わるものはリグリア語と関係づけられる。
残存語彙や地名からは、インド・ヨーロッパ語族とも考えられるが、その場合は音韻変化からイタリック語派にもケルト語派にも属さない。一方、考古学的にはインド・ヨーロッパ語族の侵入の痕跡が見られず、リグリア人は新石器時代からここに住んでいた人々の子孫と考えられ、したがって非インド・ヨーロッパ語族とする説も存在する。あるいはインド・ヨーロッパ語族とそれ以前の非インド・ヨーロッパ語族のイベリア文化の混合体だろうともいう。いずれにしても資料が少なすぎて決定的なことは言えない。

## 単語例
- asia 「ライムギ」 - プリニウス『博物誌』18.141 にタウリニ族の言葉として現れる。ケルト語派でオオムギを意味する語（ウェールズ語 haidd、ブルトン語 heiz）と関係するという説がある[5]。
- saliunca 植物名。セイヨウカノコソウ?[3]
- λεβηρίς lebêris 「ウサギ」 - ストラボン『地理誌』3.2.6 にマッシリア人の言葉として出てくる。マッシリアはリグリアの地名（マルセイユ）。
- Bergiema - ラテン語で書かれたポルチェヴェーラの青銅板(it:Tavola bronzea di Polcevera)に出現する山の名。インド・ヨーロッパ語の *bher-「運ぶ」 *gheiem-「雪」に由来すると解釈することが可能[3]。
- Porco-bera - 川の名。やはりインド・ヨーロッパ語で「サケを運ぶ」と解釈可能[3]。
- Bormiae - 都市の名。インド・ヨーロッパ語で「温泉」と解釈可能[3]。